# Greg the Bunny
Greg the Bunny é uma série de televisão norte-americana de 2002, da FOX. À semelhança da série The Muppet Show, a série conta com personagens humanas e fantoches.

## Elenco
- Seth Green : Jimmy Bender
- Eugene Levy : Gil Bender
- Sarah Silverman : Alison Kaiser
- Dan Milano : Greg the Bunny / Warren DeMontague (Professor Ape) (vozes)
- Drew Massey : Count Blah / Dr. Aben Mitchell / Gay Bear / Herbitta Hymina (vozes)
- Bob Gunton  :  "Junction" Jack Mars
- Dina Spybey  : Dottie Sunshine
- Victor Yerrid : Tardy The Turtle / Mr. Hygiene
- James Murray : Rochester Rabbit / Susan the Monster / Jamaican Guy (vozes)

## Episódios
1ª Temporada (FOX)
1. Welcome to Sweetknuckle Junction
2. SK-2.0 alias How the Count Got His Blah Back
3. The Jewel Heist
4. Greg Gets Puppish
5. The Singing Mailman
6. Rabbit Redux alias Rochester Returns
7. Surprise! (com a participação de Sasha Alexander)
8. Father & Son Reunion
9. Piddler on the Roof
10. Blah Bawls
11. Dottie Heat
12. Sock Like Me
13. Jimmy Drives Gil Crazy